# Confédération française de l'aviculture
 (octobre 2023).
Si vous disposez d'ouvrages ou d'articles de référence ou si vous connaissez des sites web de qualité traitant du thème abordé ici, merci de compléter l'article en donnant les références utiles à sa vérifiabilité et en les liant à la section « Notes et références ».
Pour les articles homonymes, voir CFA.
La Confédération française de l'aviculture (CFA)  est une des associations spécialisées de la FNSEA. La CFA est un syndicat professionnel agricole qui rassemble les producteurs d’œufs, de volailles de chair, de lapins, de palmipèdes à foie gras, de gibiers de chasse à plumes et d’autres espèces spécialisées rattachées à l’aviculture.
Son président est Jean-Michel Schaeffer, éleveur de volailles de chair dans le Bas-Rhin.
La CFA regroupe des producteurs quel que soit leur mode de production (standard, certifié, label rouge, bio…) et de commercialisation (sous contrat, vente directe…). Elle est constituée d’une soixantaine de sections départementales réunies également au niveau régional. La CFA adhère à la FNSEA et constitue l’association spécialisée pour l’aviculture et les productions rattachées.